# Ankarede kyrkstad

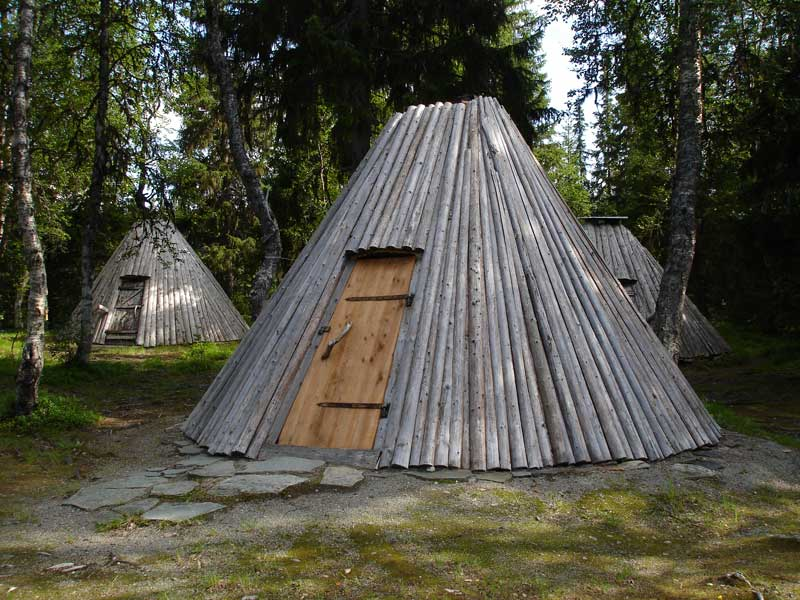
Kåtor i Ankarede kyrkstad.

Ankarede kyrkstad är en samisk kyrkstad vid Ankarede kapell i Ankarede (sydsamiska: Åanghkerenjeeruve) i Frostviken vid Lejarälvens utlopp i Stor-Blåsjön.
Ankarede kyrkstad är den enda kyrkstaden i Jämtland som fortfarande är i bruk, och den är klassad som riksintresse för kulturmiljö. Här hålls än i dag bröllop, dop och begravningar. I kyrkstaden finns ett trettiotal träkåtor, ett fåtal kyrkstugor samt några bodar. Kåtorna är av så kallad "västerbottentyp" med kluvna granstammar som ligger direkt på näver och inte täckta med torv. Denna modell av kåta kom på 1800-talet till Frostviken med samer som flyttat dit från Västerbotten.
Ankarede är sedan länge en samlings- och mötesplats för samer i norra Jämtland. Här passerade tidigare renar och renskötare från Frostviken på väg mellan sommar- och vinterbetesmarker. Ännu i dag är Ankarede en mötesplats, framför allt på midsommar.
Ankarede stod värd för det första sommar-same-SM som genomfördes midsommarhelgen 1977. Deltagarna tävlade bland annat i lassokastning. I samband med att Frostviken-Hotagens sameförening firade hundraårsjubileum i augusti 2019 genomfördes ett nytt same-SM i Ankarede.

## Historia
Ankarede har varit i bruk som plats för ett bönehus och samisk begravningsplats åtminstone från 1820. Enligt samisk muntlig tradition ska det ha funnits en begravningsplats ännu tidigare, innan nybyggarna kom dit på 1700-talet.
Det första kapellet/bönehuset, som invigdes 1820, förföll så småningom. Ett nybyggt kapell invigdes 1896. Denna byggnad renoverades på 1950-talet och fick då även värme, el och orgel. Inredningen är samiskt präglad med renskinn kring altarringen och kollekthåvar tillverkade av den samiske slöjdaren Arthur Jillker.
Fram till 1931, då en landsväg byggdes, nåddes Ankarede endast till fots eller med båt. Under de dagar som gudstjänstfirandet varade fanns därför behov av övernattningsmöjlighet vid kapellet. Kyrkstaden kom framför allt till användning vid midsommar, då en samisk kyrkhelg firades i tre dagar.

## Bilder

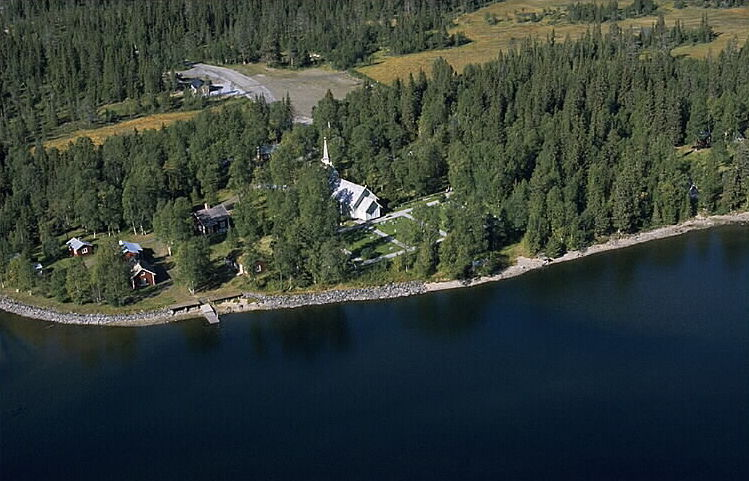
Ankarede kyrkstad (flygfoto 1996).
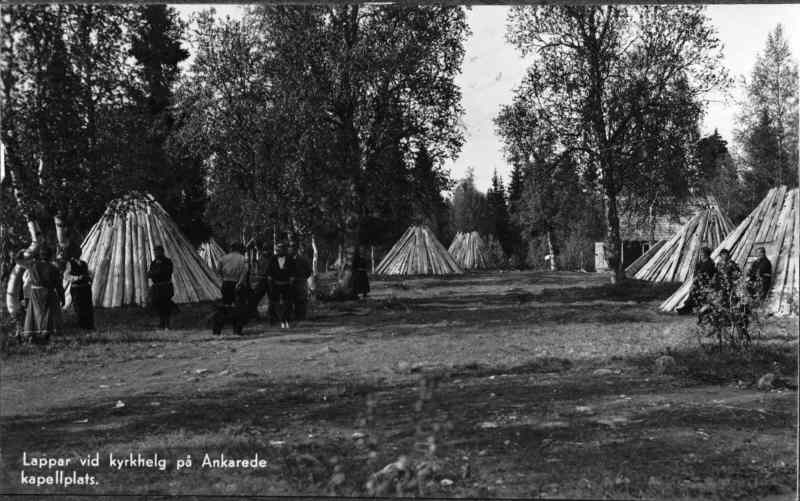
En kyrkhelg i Ankarede (u.å.)
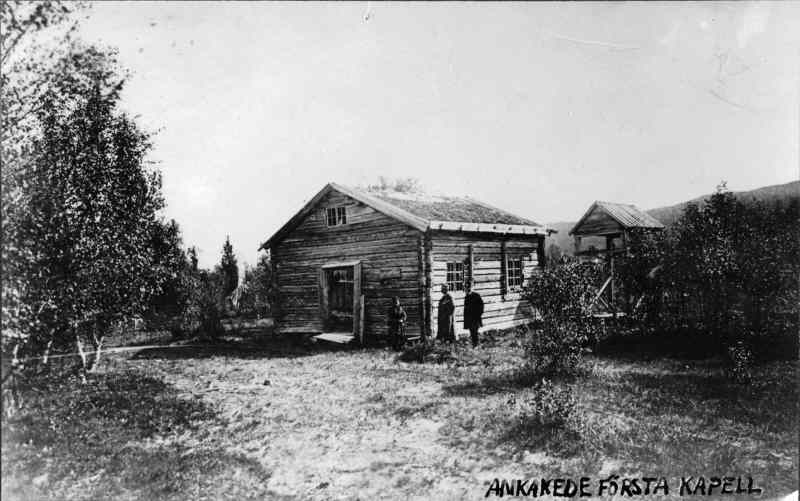
Ankaredes tidigare lappkapell, uppfört under perioden 1795–1820 och rivet 1895.